# Tiroteo de Charlotte de 2024
El 29 de abril de 2024, varios agentes de policía estuvieron involucrados en un tiroteo en Charlotte, Estados Unidos, mientras cumplían órdenes de arresto por delitos graves contra Terry Clark Hughes Jr., de 39 años, que resultó en la muerte de tres miembros de un grupo de trabajo del Servicio de Marshals de Estados Unidos y un policía local. La policía alega que Hughes inició el evento disparando contra los agentes cuando se acercaban a su residencia. Después de que la policía comenzó a responder al fuego, se escucharon disparos adicionales desde el interior de la residencia, que, según los oficiales, pueden deberse a que Hughes disparó más tiros mientras estaba abajo antes de sucumbir en el lugar.

## Eventos
Aproximadamente a la 1:50 p. m. ET (UTC-04:00), un grupo de trabajo del Servicio de Alguaciles de EE. UU. llegó al 5525 de Galway Drive para entregar una orden judicial contra Hughes. Después de que Hughes abrió fuego contra los oficiales con un rifle, los oficiales pidieron refuerzos y comenzaron a devolver el fuego. Se produjeron más disparos desde el interior de la residencia mientras los agentes seguían acercándose. Hughes y tres miembros del grupo de trabajo murieron en el lugar, y un oficial del departamento de policía de Charlotte-Mecklenburg (CMPD) murió más tarde a causa de sus heridas. Otros cuatro agentes del orden resultaron heridos.
Después del ataque, la policía recuperó una pistola calibre .40 y un rifle estilo AR-15. También se encontraron municiones para ambas armas.

## Perpetrador
Hughes residía desde hacía mucho tiempo en Carolina del Norte y era buscado por múltiples órdenes judiciales, incluida la posesión de un arma de fuego por parte de un delincuente convicto de Lincolnton. Tenía antecedentes penales que se remontaban a septiembre de 2009 y anteriormente fue arrestado por conducción imprudente y exceso de velocidad como resultado de una persecución a alta velocidad que terminó con un accidente en la I-40/85 cerca de Haw River en junio de 2012. Al principio, la policía creyó que había dos tiradores, pero el 30 de abril, el jefe del CMPD, Johnny Jennings, anunció que la policía no busca sospechosos adicionales, aunque tampoco descartan la posibilidad de que haya un segundo tirador.
Tras el tiroteo, la policía inició negociaciones con las personas que se encontraban dentro de la casa. Dos mujeres salieron después y fueron detenidas por la policía para interrogarlas. Jennings dijo que ambos sospechosos están cooperando con la policía, pero a 01  de mayo de  2024.

## Muertes policiales
Murieron cuatro miembros de un grupo de trabajo del mariscal estadounidense. Entre las víctimas se encontraban un alguacil adjunto de los EE. UU., dos agentes del Departamento de Corrección de Carolina del Norte y un agente del CMPD. Otras cuatro personas resultaron heridas como consecuencia del tiroteo. Sam Poloche, William «Alden» Elliot y Thomas Weeks Jr. murieron en el lugar, y Joshua Eyer estaba inicialmente en estado crítico pero murió en el hospital varias horas después.
Tres de los agentes heridos eran agentes del CMPD y el cuarto era un oficial del Departamento de Policía de Statesville. Otro oficial del CMPD no recibió ningún disparo pero se rompió el pie durante el tiroteo.